# 古尼-路兰特·基宾尼
古尼·路蘭特·基賓尼（Guy-Roland Kpene，1983年11月23日—）一般称作基賓尼，生于艾比讓，科特迪瓦职业足球运动员。